# Reade Peak
Reade Peak är en bergstopp i Antarktis. Den ligger i Västantarktis. Argentina, Chile och Storbritannien gör anspråk på området. Toppen på Reade Peak är 1 060 meter över havet.
Terrängen runt Reade Peak är varierad. Havet är nära Reade Peak norrut. Trakten är obefolkad. Det finns inga samhällen i närheten.